# Paracetopsis
Paracetopsis is een geslacht van straalvinnige vissen uit de familie van de walvismeervallen (Cetopsidae).

## Soorten
- Paracetopsis atahualpa Vari, Ferraris & de Pinna, 2005
- Paracetopsis bleekeri Bleeker, 1862
- Paracetopsis esmeraldas Vari, Ferraris & de Pinna, 2005